# Karnak
Karnak (antički grčki grad Hermonthis) je selo na desnoj obali Nila u istočnom dijelu Gornjeg Egipta. Zauzima sjeverni dio antičke Tebe (južni dio je Luksor). Poznat je po ruševinama kompleksa hramova posvećenih bogovima Amonu, Ozirisu i dr.
Kompleks hramova građen je od razdoblja XI. Dinastije (prije 2123. pr. Kr.) do dinastije Ptolomejevića (od 4. st. pr. Kr. do 1. st. pr. Kr.). Kompleks se proteže na području od oko 3 km², a najveći je hram (140 m²). Taj hram, posvećen bogu Amonu, počeo je graditi faraon Senusret I. (2. tisućljeće prije Krista), a dovršio Ramzes II. (1279. – 1213. pr. Kr.). Restauracija hrama započela je potkraj 19. st.
U blizini kompleksa nalaze se ostaci dvaju manjih hramova posvećenih bogu Montu (egipatski bog rata) i božici Mut (supruzi boga Amona). Oba su podignuta u vrijeme vladavine Amenhotepa III. (1390. – 1353. pr. Kr.).
Od 1979. god. Karnak je na UNESCO-vom popisu svjetske kulturne baštine kao dio Tebe i tebanskih nekropola.

## Amonov hram
Amonov hram građen je od 12. dinastije do Ptolomeja I. (oko 1,500 godina). Dugačak je 355 m i sastoji se od nizaulaznih pilona, velikog dvorišta, velike hipostilne dvorane (dvorana sa stupovima), te niza trijemova ispred zatvorenog svetišta, i naposljetku svečane dvorane Tutmozisa III. Na istoku je bilo veliko sveto jezero i Konsov hram, a bio je spojen s kapelom Tutmozisa III. i hramom Amenofisa II. Karakter prostora određen je horizontalnim nizanjem volumena, više ili manje raščlanjenog, koji posptupno osvaja prostor zatvarajući ga, omeđujući u pravokutna dvorišta, dvorane, aleje itd. Hram ne postoji kao jedinstvena plastično-prostorna cjelina jer zbog ujednačenog ritmičkog nizanja pojedinih cjelina u uzdužnom redu nema kompozicijski određenog početka ni kraja.
Aksijalni pogled u hram kroz prvi pilon pokazuje da se poklapaju otvori u horizontalnoj osi koja presjeca hram po sredini i dopušta ravan, ničim zaustavljen pogled,tj. hod sve do svetišta. Prostor se naizmjenično suzuje i proširuje (između masivnih pilona u širok otvoren prostor dvorišta i obratno).
Od kompleksa se izdvaja Aleja sfingi koja vodi u hram; duga 400 m, a široka 20 m.
Veliku hipostilnu dvoranu započeo je Seti I., a dovršio njegov sin, Ramzes II. Unutrašnjost je potpuno ispunjena plitkim ili uleknutim reljefima tako da je masivnost volumena obogaćena i odvraća pozornost od monumentalnosti arhitekture na detalj površine. Sjevernu stranu dvorane dao je ukrasiti Seti I. plitkim reljefom, a južnu Ramzes II., i to uleknutim reljefom. Na isti način je dao ukrasiti i ostatak dvorane, a dao je čak i preko očevog imena uklesati svoje ime na mjestima duž glavne osi dvorane, od istoka ka zapadu, kao i duž ceremonijalnog puta, ne dirajući ostale natpise. Stupovi srednjeg reda su širi, rjeđi i viši od ostalih. Tako je omogućeno obilno bočno osvjetljenje glavnog prolaza, koje potvrđuje os usmjerenja prema svetištu.
Na fasadi se nalaze prizori bitke s prikazima oba faraona, Setija I. na sjevernom i Ramzesa II. na južnom zidu. Ovi prizori najvjerojatnije ne prikazuju neku određenu bitku, već su bili ritualne namjene. Na južni zid se nastavlja još jedan zid na kojemu je ispisan mirovni sporazum koji je Ramzes II. potpisao s Hetitima u 21. godini svoje vladavine.

## Konsov hram
Konsov hram je stajao na prostoru posvećenom bogu Amonu u Karnaku. Kons je bio Amonov sin i njegov sinovski skroman hram sagradio je u 12. st. pr. Kr. Ramzes III. Središte ovog hrama bilo je svetište okruženo pomoćnim komorama u kojima je božji lik ponekad bio posjednut u svetu lađu.
Misli se da tlocrt ovog hrama simbolizira egipatsko shvaćanje vječnog života. Skupna molitva nije bila obilježje vjere u drevnom Egiptu i publika je obično bila ograničena na prednje dvorište. Odjeljivanje su nametnuli piloni koji su se dizali visoko uokvirujući uski ulaz, te visoki zid od čerpića koji je okruživao hram. Veliki pilon bio je ukrašen obojenim reljefima i bio je kos, kao i zidine hrama, sužavajući se prema vrhu. Obelisci koji su stajali s obje strane ulaza bili su simboli sunca.
Dva pobočna broda od golemih stupova s kapitelima u obliku lotosovih pupoljaka okruživala su otvoreno dvorište. 
Hipostilna dvorana iza toga imala je mjšavinu papirusovih i lotosovih kapitela i bila je neobično osvijetljena malim prozorima s kamenim rešetkama koji su propuštali jako malo svjetla. U malenom tamnom svetištu, u koje je pristup bio zabranjen svima osim upućenih svećenika, nalazio se kip boga i njegova sveta lađa. Ona je simbolizirala čamac u kojem bog Sunce svaki dan putuje nebom.
Oko ovog svetišta nalazile su se pomoćne komore i skladišta povezena s kultom. Iako obavijene mističnim sumrakom, koji su Egipćani toliko voljeli, te su prostorije bile lijepo ukrašene obojenim reljefima i zidnim slikama.
Aleja sfingi s ovnujskim glavama i lavljim tijelima povezivala je Amonov hram u Luksoru s Konsovim hramom u Karnaku. Simbol rasplodne moći, ovan, bio je posvećen Amonu.

## Galerija
- Plan kompleksa hramova u Karnaku.
- Negdašnji izgled hrama (umjetnička reprodukcija).
- Aleja sfingi s ovnovskim glavama na ulazu u hram.
- Skulptura boga Amona u liku faraona.
- Stupovi Dvorane stupova (hipostilne dvorane), Slika Davida Robertsa iz 1863.
- Unutrašnjost dvorane Tutmosa III.
- Obelisk ispred hrama.
- Hram noću.